# 加纳证券交易所
加纳证券交易所（Ghana Stock Exchange，縮寫：GSE）是加纳證券交易所。